# Тимофей (Каменевич-Рвовский)
Тимофей Каменевич-Рвовский — русский писатель конца XVII века, иеродиакон Холопьего монастыря на реке Мологе (1684—1699).

## Биография
Родом, по-видимому, из Москвы.

## Труды
- Обширная компиляция (1699) «О древностях Российского государства» (рукопись Московской синодальной библиотеки), которой пользовался уже Н. М. Карамзин, полагавший, что из данной книги почерпнут отрывок Иоакимовой летописи.
- Переделка «Повести о семи мудрецах» (1692).
- «Божий град», увещательное послание к иеромонаху Кариону (Истомину), написанное отчасти силлабическими стихами, отчасти прозой по поводу слухов о том, что Истомин желает оставить монашеское звание и жениться.
- Четыре церковные поучения, свидетельствующие о большой начитанности автора, но растянутые, наполненные риторикой и мало содержательные.
- История греко-славянская (1684).
- История о начале славяно-российского народа (1699).
- Летопись о зачале Москвы.

Его исторические компиляции, поскольку речь идет о фактическом их содержании, представляют значительную ценность, в особенности потому, что часть документов, из которых он черпал сведения, сгорели впоследствии во время пожаров; что же касается выводов, соображений и умозаключений, то они в большинстве слабы, хотя сам он был именно об этой стороне своих работ очень высокого мнения, полагая, что он осветил и даже разрешил многие запутанные вопросы. В общем он является подражателем Симеона Полоцкого.